# Kamp Holland
Kamp Holland war ein Feldlager der niederländischen Streitkräfte in Afghanistan am Stadtrand von Tarin Kut. Es entstand im Sommer 2006 während des Afghanistankrieges. Dort wurden etwa 1200 niederländische Soldaten stationiert. Zusätzlich gab es dort noch etwa 390 australische Soldaten. Die Niederländer zogen im August 2010 die meisten ihren Soldaten aus Afghanistan ab. Das Camp war auch Hauptquartier des von den Niederlanden geleiteten Provincial Reconstruction Teams Tarin-Kowt.